# Bancnota americană de un dolar
Bancnota americană de un dolar ($1) este cea cu cel mai vechi design dintre cele aflate în prezent în circulație. Încă din 1876, aceasta este bancnota cu cea mai mică valoare. Pe față se află portretul primului președinte al Americii (1789-1797), George Washington, bazat pe „The Anthenaeum”, o pictură realizată de Gilbert Stuart. Pe spatele bancnotei putem vedea aversul Marelui Sigiliu al Statelor Unite ale Americii și alături, reversul acestuia, Piramida Masonică, unul dintre simbolurile masoneriei. Deasupra ochiului Piramidei este situat mottoul în limba latină „ANNUIT COEPTIS”, tradus în limba română ca „El a favorizat cele începute”, iar sub acesta este scris „Novus Ordo Seclorum”, adică „Noua ordine a istoriei”. Aversul sigiliului este reprezentat de un vultur (care de fapt este un pheonix), care poartă în gheare 13 săgeți, o ramură de maslin cu 13 frunze și 13 fructe, are deasupra capului 13 stele așezate astfel încât să simbolizeze Pecetea lui Solomon, iar motto-ul „pluribus unum” („Din mai mulți, unul”), are și el 13 litere. Revenind la revers, piramida are, de asemenea, 13 niveluri, iar „ANNUIT COEPTIS”, menționat anterior, are 13 litere.
O lege din 1955 a făcut obligatorie inscripția mottoului „In God We Trust” („Credem în Dumnezeu”) pe toate bancnotele și a apărut pentru prima dată pe bancnotele din hârtie doi ani mai târziu.
Conform Sistemul Federal de Rezerve al Statelor Unite ale Americii, o bancnotă de un dolar este înlocuită după 5,8 ani, înlocuindu-se din cauza uzurii. 